# Forum Civico
Il Forum Civico (in ceco: Občanské Forum) è stato un partito politico ceco fondato nel 1989, nel corso della rivoluzione di velluto, allo scopo di unire le forze d'opposizione al regime comunista; operativo nella Repubblica Socialista Ceca, il suo omologo nella Repubblica Socialista Slovacca era il movimento Pubblico contro la Violenza.
Fino alla sua elezione a Presidente della Repubblica, il partito fu guidato da Václav Havel, cui succedettero  Jan Urban e Václav Klaus.
Si dissolse nel 1991 e i suoi esponenti si divisero in due diverse formazioni:
- il Partito Democratico Civico (ODS), guidato dallo stesso Klaus e di orientamento conservatore;
- il Movimento Civico del ministro Jiří Dienstbier.

L'ODS divenne uno dei movimenti principali della politica ceca, mentre il Movimento Civico non superò lo sbarramento e scomparve rapidamente dalla politica. Havel lasciò il partito.

## Risultati elettorali
| Elezione          | Voti      | %     | Seggi     |
| ----------------- | --------- | ----- | --------- |
| Parlamentari 1990 | 3.569.201 | 49,50 | 124 / 200 |